# Rudnay István
Rudnai és divékújfalusi Rudnay István (Divékújfalu, Trencsén vármegye, 1827. április 12. – Divékújfalu, Trencsén vármegye, 1916. február 1.) hites ügyvéd, 1848-as honvéd főhadnagy, országgyűlési képviselő, a budapesti királyi ítélőtábla bírája, Nyitra vármegye törvényhatóság bizottsági tag.

## Élete
Az ősrégi magyar nemesi származású rudnai és divékújfalusi Rudnay család sarja. Apja, rudnói és divékújfalusi Rudnay Elek (1777-1834), földbirtokos, anyja, kesselökeői Majthényi Júlia (1787-1874) volt. Apai nagyszülei, Rudnay András (1730-1817), szolgabíró és jobaházi Dőry Anna (1736-1803) voltak. Nagybátyja, rudnói és divékújfalusi Rudnay Sándor (1760-1831) bíboros, hercegprímás, esztergomi érsek volt.
Az 1848-as szabadság harcban, a 21 éves Rudnay István honvéd főhadnagyként harcolt a Vilmos-huszároknál. Jogi tanulmányai befejezése után, a vármegye közigazgatásával foglalkozott. Hites ügyvéd lett, majd 1867-től (elképzelhető, hogy korábban is) Nyitra vármegye másodalispánja lett, majd 1869-ben országgyűlési képviselővé választották meg. Erről 1870-ben lemondott, mert kinevezték a budapesti királyi ítélőtábla bírájává. Nyitra vármegye törvényhatóság bizottsági tagja lett.
1916. február 1-én Divékújfalun hunyt el 88 évesen.

## Házassága és leszármazottjai
Felesége, szentmiklósi és óvári Pongrácz Ilona (1830–Divékújfalu, 1899. február 14.), akinek a szülei szentmiklósi és óvári Pongrácz Jusztin (1785-1857), törvényszéki bíró, földbirtokos és  alfalvi Fogarassy Jozefa voltak. Rudnay István és Pongrácz Ilona házasságából született:
- rudnai és divékújfalusi Rudnay Béla (1857-1932) a budapesti magyar királyi államrendőrség rendőrfőkapitány, Hont, Komárom, Nógrád vármegyék és szabad királyi városok volt főispánja, országgyűlési képviselő.[3][4]
- rudnai és divékújfalusi Rudnay Sándor (1856-), jogtudor, ügyvéd, Nyitra város polgármestere, országgyűlési képviselő.
- ifjabb rudnai és divékújfalusi Rudnay István (1867-1930), a Vaskorona rend lovagja, főszolgabíró, aki majd Trencsén vármegye alispánja volt.[5]